# Grand Prix Francie 1989
Grand Prix Francie (LXXV Rhone-Poulenc Grand Prix de France) byla 7. závodem sezóny 1989, který se konal 9. července 1989 na okruhu Circuit Paul Ricard. V závodě obhájil vítězství, Alain Prost na voze McLaren.

## Popis závodu
Před Grand Prix Francie došlo k několika událostem, které ovlivnily dění okolo týmů. V prvé řadě Alain Prost oficiálně prohlásil, že odchází z týmu McLaren po skončení sezóny 1989. McLaren nezůstal nijak pozadu a smluvně si zajistil Gerharda Bergera od Ferrari a předpokládalo se, že na jeho místo zamíří právě Alain Prost. Situace v týmu Benetton byla napjatá a vedení týmu došla trpělivost s Johnny Herbertem a k Alessandru Nanninimu angažovali Emanuela Pirra. Tým Larrousse nahradil nemocného Yannicka Dalmase Ericem Bernardem. Tyrrell získal podporu společnosti Camel a proto tým musel opustit Michele Alboreto, který dostával peníze od koncernu Marlboro, jeho místo zasedl Jean Alesi. Derek Warwick se zranil při závodech motokár a v týmu ho musel nahradit Martin Donnelly. V závodě se tak představili čtyři nováčkové Emanuele Pirro, Jean Alesi, Martin Donnelly a Éric Bernard.

### Předkvalifikace
Největším překvapením předkvalifikace byl výkon obou vozů Onyx, především pak Bertrand Gachot, který se tak poprvé probojoval do kvalifikace. Stefan Johansson jen potvrdil vzestupnou tendenci týmu a již po čtvrté v sezóně poslal svůj vůz na startovní rošt. Dalšími úspěšnými piloty v předkvalifikaci byl pravidelně jeden z nejlepších předkvalifikantů Stefano Modena a Alex Caffi. Jen těsně se nedostal do postupového kvarteta Nicola Larini s vozem Osella. Martin Brundle s druhým vozem Brabham již ztrácel přes dvě desetiny, Volker Weidler ztratil již 1,5 s.

### Kvalifikace
Kvalifikace nejlépe vyšla týmu McLaren, Alain Prost si zajistil pole positions a Ayrton Senna ho doplnil v první řadě. Nigel Mansell s vozem Ferrari si zajistil třetí místo, hned vedle něj se postavil Alessandro Nannini s Benettonem, ve třetí řadě stali Boutsen a Berger. Stejně jako v předkvalifikaci tak i v samotné kvalifikaci překvapil Bertrand Gachot, který vůz Onyx dovedl přes předkvalifikační síto až na 11. místo na startu. Zajímavostí je, že všichni čtyři piloti z předkvalifikace se probojovali do závodu, což se nepovedlo pilotům jako je Andrea de Cesaris, Luis Perez-Sala, Christian Banner a Roberto Moreno.

### Závod
Hned po startu se do čela dostal Ayrton Senna, který prolétl okolo Prosta, jenž uhájil druhou pozici. Za oběma vozy McLaren došlo k hromadné nehodě, když dopředu se deroucí Mauricio Gugelmin, nestačil reagovat na Boutsenův Williams a Mansellovo Ferrari jedoucí před ním a narazil do levého zadního kola Williamsu a pravého zadního kola Ferrari. Celé toto sevření způsobilo, že Gugelminův vůz vzlétl a přistál na boku v únikové zóně před první zatáčkou. Závod byl zastaven a posléze restartován s původním počtem kol. Mansell, Gugelmin a Donnelly, startovali z boxu. Druhý start nepřinesl mnoho štěstí právě Sennovi, kterému vypověděl službu diferenciál a závod pro něj skončil již na startovní rovince. Do vedení šel Prost, pronásledován Bergerem a Nanninim. Berger se po chybě dostal mimo trať a Nannini se dostal před něho na druhou pozici. Také Nanniniho zradila technika a musel za dramatických okolností odstoupit, na druhé místo se dostal Capelli s vozem March, ale i jeho postihla porucha motoru. Boutsen se trápil delší dobu s převodovkou a v 50 kole to definitivně vzdal. Alain Prost si udržoval vedení bez jakýchkoliv problému, vynikající jízdu předvedl Mansell na Ferrari poté co startoval z boxů, se postupně propracoval za Patreseho, kterého nakonec v 61. kole zdolal a dojel si tak pro druhé místo. Patrese nakonec uhájil třetí místo před Alesim, pátý dojel Johansson na voze Onyx a završil tak skvělý závodní víkend této stáje, když pro ní vybojoval první body. První bod získal i Olivier Grouillard s vozem Ligier, za šesté místo.

## Výsledky
- 9. červenec 1989
- Okruh Circuit Paul Ricard
- 80 kol x 3,813 km = 305,040 km
- 475. Grand Prix
- 37. vítězství Alaina Prosta
- 75. vítězství pro McLaren
- 63. vítězství pro Francii
- 37. vítězství pro vůz se startovním číslem 2

| Pozice | Jezdec                | Vůz               | Čas                    |
| ------ | --------------------- | ----------------- | ---------------------- |
| 1      | Alain Prost           | McLaren MP4/5     | 1:38'29.411            |
| 2      | Nigel Mansell         | Ferrari F1-89     | á 0:44:017             |
| 3      | Riccardo Patrese      | Williams FW12C    | á 1:06:921             |
| 4      | Jean Alesi            | Tyrrell 018       | á 1:13:232             |
| 5      | Stefan Johansson      | Onyx ORE-1        | á 1 kolo               |
| 6      | Olivier Grouillard    | Ligier JS33       | á 1 kolo               |
| 7      | Eddie Cheever         | Arrows A11        | á 1 kolo               |
| 8      | Nelson Piquet         | Lotus 101         | á 2 kola               |
| 9      | Emanuele Pirro        | Benetton B188     | á 2 kola               |
| 10     | Jonathan Palmer       | Tyrrell 018       | á 2 kola               |
| 11     | Éric Bernard          | Lola LC89         | á 3 kola               |
| 12     | Martin Donnelly       | Arrows A11        | á 3 kola               |
| 13     | Bertrand Gachot       | Onyx ORE-1        | á 4 kola/Motor         |
| Kolo   | Odstoupili            | -                 | Příčina                |
| 71     | Mauricio Gugelmin     | March CG891       | Neklasifikován         |
| 67     | Stefano Modena        | Brabham BT58      | Motor                  |
| 50     | Thierry Boutsen       | Williams FW12C    | Převodovka             |
| 49     | Satoru Nakadžima      | Lotus 101         | Motor                  |
| 43     | Ivan Capelli          | March CG891       | Motor                  |
| 40     | Alessandro Nannini    | Benetton B189     | Suspenzor              |
| 31     | Pierluigi Martini     | Minardi M189      | Motor                  |
| 30     | Philippe Alliot       | Lola LC89         | Motor                  |
| 30     | Gabriele Tarquini     | AGS JH23B         | Motor                  |
| 29     | Gerhard Berger        | Ferrari F1-89     | Spojka                 |
| 27     | Alex Caffi            | Dallara BMS-189   | Spojka                 |
| 14     | René Arnoux           | Ligier JS33       | Převodovka             |
| 1      | Ayrton Senna          | McLaren MP4-5     | Diferenciál            |
|        | Nestartoval           | -                 | Příčina                |
| *      | Gabriele Tarquini     | AGS JH24          | Startoval v jiném voze |
|        | Nekvalifikoval se     | Kvalifikace       | Čas                    |
| *      | Andrea de Cesaris     | Dallara BMS-189   | 1'10.591               |
| *      | Luis Perez-Sala       | Minardi M189      | 1'11.079               |
| *      | Christian Danner      | Rial ARC2         | 1'11.178               |
| *      | Roberto Moreno        | Coloni FC189      | 1'11.372               |
|        | Nekvalifikoval se     | Předkvalifikace   | Čas                    |
| *      | Nicola Larini         | Osella FA1M       | 1'09.989               |
| *      | Martin Brundle        | Brabham BT58      | 1'10.181               |
| *      | Volker Weidler        | Rial ARC2         | 1'11.059               |
| *      | Bernd Schneider       | Zakspeed 891      | 1'11.098               |
| *      | Piercarlo Ghinzani    | Osella FA1M       | 1'11.528               |
| *      | Pierre-Henri Raphanel | Coloni FC189      | 1'11.953               |
| *      | Aguri Suzuki          | Zakspeed 891      | 1'12.031               |
| *      | Gregor Foitek         | Euro Brun ER-188B | 1'12.179               |
| *      | Joachim Winkelhock    | AGS JH23B         | 1'13.173               |

## Nejrychlejší kolo
- Mauricio Gugelmin March 1'12.090- 190.412 km/h
- 1. nejrychlejší kolo Mauricia Gugelmina
- 7. nejrychlejší kolo pro March
- 46. nejrychlejší kolo pro Brazílii
- 15. nejrychlejší kolo pro vůz se startovním číslem 15

## Vedení v závodě
| Kola          | km         | Jezdec      | %    |
| ------------- | ---------- | ----------- | ---- |
| 1. – 80. kolo | 305,040 km | Alain Prost | 100% |

| Alain Prost |
| ----------- |

## Postavení na startu
Alain Prost- McLaren- 1'07.203
- 20. Pole position Alaina Prosta
- 47. Pole position pro McLaren
- 64. Pole position pro Francii
- 44. Pole position pro vůz se startovním číslem 2

- Oranžově - startovali z boxu při druhém startu, po havárii Gugelmina

| *                                                   | * | *                                                    | Kvalifikace                          | Předkvalifikace                             |
| --------------------------------------------------- | - | ---------------------------------------------------- | ------------------------------------ | ------------------------------------------- |
| _______1_______ Alain Prost McLaren 1'07.203        |   |                                                      | Alain Prost McLaren 1'07.203         | **                                          |
|                                                     |   | _______2_______ Ayrton Senna McLaren 1'07.22         | Ayrton Senna McLaren 1'07.22         | **                                          |
| _______3_______ Nigel Mansell Ferrari 1'07.455      |   |                                                      | Nigel Mansell Ferrari 1'07.455       | **                                          |
|                                                     |   | _______4_______ Alessandro Nannini Benetton 1'08.137 | Alessandro Nannini Benetton 1'08.137 | **                                          |
| _______5_______ Thierry Boutsen Williams 1'08.211   |   |                                                      | Thierry Boutsen Williams 1'08.211    | **                                          |
|                                                     |   | _______6_______ Gerhard Berger Ferrari 1'08.233      | Gerhard Berger Ferrari 1'08.233      | **                                          |
| _______7_______ Philippe Alliot Lola 1'08.561       |   |                                                      | Philippe Alliot Lola 1'08.561        | **                                          |
|                                                     |   | _______8_______ Riccardo Patrese Williams 1'08.993   | Riccardo Patrese Williams 1'08.993   | **                                          |
| _______9_______ Jonathan Palmer Tyrrell 1'09.026    |   |                                                      | Jonathan Palmer Tyrrell 1'09.026     | **                                          |
|                                                     |   | _______10_______ Mauricio Gugelmin March 1'09.036    | Mauricio Gugelmin March 1'09.036     | **                                          |
| _______11_______ Bertrand Gachot Onyx 1'09.122      |   |                                                      | Bertrand Gachot Onyx 1'09.122        | Bertrand Gachot Onyx 1'09.617 (1.)          |
|                                                     |   | _______12_______ Ivan Capelli March 1'09.283         | Ivan Capelli March 1'09.283          | **                                          |
| _______13_______ Stefan Johansson Onyx 1'09.299     |   |                                                      | Stefan Johansson Onyx 1'09.299       | Stefan Johansson Onyx 1'09.668 (2.)         |
|                                                     |   | _______14_______ Martin Donnelly Arrows 1'09.524     | Martin Donnelly Arrows 1'09.524      | **                                          |
| _______15_______ Éric Bernard Lola 1'09.596         |   |                                                      | Éric Bernard Lola 1'09.596           | **                                          |
|                                                     |   | _______16_______ Jean Alesi Tyrrell 1'09.668         | Jean Alesi Tyrrell 1'09.668          | **                                          |
| _______17_______ Olivier Grouillard Ligier 1'09.717 |   |                                                      | Olivier Grouillard Ligier 1'09.717   | **                                          |
|                                                     |   | _______18_______ René Arnoux Ligier 1'10.077         | René Arnoux Ligier 1'10.077          | **                                          |
| _______19_______ Satoru Nakadžima Lotus 1'10.119    |   |                                                      | Satoru Nakadžima Lotus 1'10.119      | **                                          |
|                                                     |   | _______20_______ Nelson Piquet Lotus 1'10.135        | Nelson Piquet Lotus 1'10.135         | **                                          |
| _______21_______ Gabriele Tarquini AGS 1'10.216     |   |                                                      | Gabriele Tarquini AGS 1'10.216       | **                                          |
|                                                     |   | _______22_______ Stefano Modena Brabham 1'10.254     | Stefano Modena Brabham 1'10.254      | Stefano Modena Brabham 1'09.917 (4.)        |
| _______23_______ Pierluigi Martini Minardi 1'10.267 |   |                                                      | Pierluigi Martini Minardi 1'10.267   | **                                          |
|                                                     |   | _______24_______ Emanuele Pirro Benetton 1'10.292    | Emanuele Pirro Benetton 1'10.292     | **                                          |
| _______25_______ Eddie Cheever Arrows 1'10.372      |   |                                                      | Eddie Cheever Arrows 1'10.372        | **                                          |
|                                                     |   | _______26_______ Alex Caffi Dallara 1'10.468         | Alex Caffi Dallara 1'10.468          | Alex Caffi Dallara 1'09.726 (3.)            |
|                                                     |   |                                                      | Andrea de Cesaris Dallara 1'10.591   | **                                          |
|                                                     |   |                                                      | Luis Perez-Sala Minardi 1'11.079     | **                                          |
|                                                     |   |                                                      | Christian Danner Rial 1'11.178       | **                                          |
|                                                     |   |                                                      | Roberto Moreno Coloni 1'11.372       | **                                          |
|                                                     |   |                                                      | **                                   | Nicola Larini Osella 1'09.989 (5.)          |
|                                                     |   |                                                      | **                                   | Martin Brundle Brabham 1'10.181 (6.)        |
|                                                     |   |                                                      | **                                   | Volker Weidler Rial 1'11.059 (7.)           |
|                                                     |   |                                                      | **                                   | Bernd Schneider Zakspeed 1'11.098 (8.)      |
|                                                     |   |                                                      | **                                   | Piercarlo Ghinzani Osella 1'11.528 (9.)     |
|                                                     |   |                                                      | **                                   | Pierre-Henri Raphanel Coloni 1'11.953 (10.) |
|                                                     |   |                                                      | **                                   | Aguri Suzuki Zakspeed 1'12.031 (11.)        |
|                                                     |   |                                                      | **                                   | Gregor Foitek EuroBrun 1'12.179 (12.)       |
|                                                     |   |                                                      | **                                   | Joachim Winkelhock AGS 1'13.173 (13.)       |

## Zajímavosti
- 37 vítězství Alaina Prosta (Nový rekord)
- 59 GP ve které byl Alain Prost v čele závodu (Nový rekord)
- Alain Prost jel v čele závodu 1971 kol (Nový rekord)
- Alain Prost vystoupil po 74 na stupně vítězů (Nový rekord)
- Riccardo Patrese startoval ve 184 Grand Prix (Nový rekord)
- V závodě debutovali Emanuele Pirro, Jean Alesi, Martin Donnelly, Éric Bernard,
- Benetton B189 byl novým modelem.
- Nicola Larini startoval v 25 GP
- Philippe Alliot startoval v 75 GP
- Roberto Moreno startoval v 10 GP

| Pole position | Vítězství     | Nej. kolo         |
| Francie       | Francie       | Brazílie          |
| Alain Prost   | Alain Prost   | Mauricio Gugelmin |
| McLaren MP4/5 | McLaren MP4/5 | March CG891       |
| 1'07.203      | 1:38'29.411   | 1'12.090          |
| 204.259 km/h  | 185.830 km/h  | 190.412 km/h      |
| ------------- | ------------- | ----------------- |

### Stav MS
- GP - body získané v této Grand Prix

| *  | Jezdec             | Body | GP | *  | Vůz      | Body | GP | * | Stát           | Body | GP |
| -- | ------------------ | ---- | -- | -- | -------- | ---- | -- | - | -------------- | ---- | -- |
| 1  | Alain Prost        | 38   | 9  | 1  | McLaren  | 65   | 9  | 1 | Itálie         | 49   | 4  |
| 2  | Ayrton Senna       | 27   |    | 2  | Williams | 35   | 4  | 2 | Francie        | 44   | 14 |
| 3  | Riccardo Patrese   | 22   | 4  | 3  | Ferrari  | 15   | 6  | 3 | Brazílie       | 34   |    |
| 4  | Nigel Mansell      | 15   | 6  | 4  | Benetton | 13   |    | 4 | Velká Británie | 26   | 6  |
| 5  | Thierry Boutsen    | 13   |    | 5  | Tyrrell  | 10   | 3  | 5 | Belgie         | 13   |    |
| 6  | Alessandro Nannini | 8    |    | 6  | Dallara  | 8    |    | 6 | USA            | 4    |    |
| 7  | Michele Alboreto   | 6    |    | 7  | Arrows   | 8    |    | 7 | Německo        | 3    |    |
| 8  | Johnny Herbert     | 5    |    | 8  | Brabham  | 5    |    | 8 | Švédsko        | 2    | 2  |
| 9  | Eddie Cheever      | 4    |    | 9  | March    | 4    |    |   |                |      |    |
| 10 | Mauricio Gugelmin  | 4    |    | 10 | Lotus    | 3    |    |   |                |      |    |
| 11 | Stefano Modena     | 4    |    | 11 | Rial     | 3    |    |   |                |      |    |
| 12 | Andrea de Cesaris  | 4    |    | 12 | Ligier   | 3    | 1  |   |                |      |    |
| 13 | Alex Caffi         | 4    |    | 13 | Onyx     | 2    | 2  |   |                |      |    |
| 14 | Derek Warwick      | 4    |    | 14 | AGS      | 1    |    |   |                |      |    |
| 15 | Jean Alesi         | 3    | 3  |    |          |      |    |   |                |      |    |
| 16 | Christian Danner   | 3    |    |    |          |      |    |   |                |      |    |
| 17 | Nelson Piquet      | 3    |    |    |          |      |    |   |                |      |    |
| 18 | René Arnoux        | 2    |    |    |          |      |    |   |                |      |    |
| 19 | Stefan Johansson   | 2    | 2  |    |          |      |    |   |                |      |    |
| 20 | Gabriele Tarquini  | 1    |    |    |          |      |    |   |                |      |    |
| 21 | Martin Brundle     | 1    |    |    |          |      |    |   |                |      |    |
| 22 | Olivier Grouillard | 1    | 1  |    |          |      |    |   |                |      |    |
| 23 | Jonathan Palmer    | 1    |    |    |          |      |    |   |                |      |    |